# 異相双五角台塔柱
異相双五角台塔柱（いそうそうごかくだいとうちゅう、Elongated pentagonal gyrobicupola）は、39番目のジョンソンの立体で、正十角柱の2つの底面に正五角台塔(J5)を、異相となる（正十角柱の各側面に1辺ずつ正三角形が接する）ようにつけた形である。

## 関連図形
| 正五角台塔柱 （片方の台塔を取り除く）   | 異相双五角台塔 （角柱を取り除く）         | 同相双五角台塔柱 （片側を36°回す）                                              |
| 双五角台塔反柱 （角柱を反角柱に変える） | 異相双四角台塔柱 （台塔の角の数を減らす） | 異相五角台塔丸塔柱 （正五角形が同相になら ないように片方の台塔を 丸塔に変える） |